# Marcello Benvenuti
Marcello Benvenuti (Ferrara, 26 aprile 1964) è un ex altista italiano.
Ex primatista italiano del salto in alto con la misura di 2,33 m (stabilito il 12 settembre 1989 a Verona, è stato campione italiano nello stesso anno con la misura di 2,24 m.

## Biografia
Atleta non altissimo (solo 1,78 m), avendo un personale di 2,33 m ha conseguito un differenziale fra misura saltata e  altezza dell'atleta di 55 cm, ancora oggi considerabile un valore fra i più alti a livello mondiale (secondo solo al differenziale di 59 cm ottenuto da Stefan Holm [m.2,40 - 1,81] e da Franklin Jacobs [m.2,32 - 1,73]). Così come i 35 cm (2,04 m saltati e 1,69 m altezza dell'atleta) di Antonietta Di Martino, la primatista italiana tra le donne, costituiscono un'equivalente eccellenza mondiale a livello femminile.
Pur avendo conseguito il minimo B (2,27 m) per le Olimpiadi, non fu portato dalla FIDAL a Seul 1988, ove andò invece il primatista italiano Luca Toso. Fu convocato, invece, l'anno successivo in Coppa Europa a Gateshead ove si classificò 5º con la misura di 2,23 m. Il 1989 si concluse con il record italiano di Verona, ma il 1990 una pubalgia costrinse Benvenuti praticamente all'inattività. L'atleta riuscì a rifare 2,27 m nel 1992 ma non riuscì più ad avvicinare il proprio record personale.
Il 12 settembre 2009, lo stesso giorno in cui il record italiano di Pietro Mennea (19"72 sui 200 metri piani), compiva 30 anni, il suo ne compiva 20.
Oggi Marcello Benvenuti è rimasto nel gruppo sportivo dell'Arma dei Carabinieri in qualità di allenatore del settore atletica leggera.

## Palmarès
- Argento ai 33 mi Campionati mondiali militari di atletica leggera di Warendorf 1987
- (1989)
- indoor (1989 e 1992)

## Campionati nazionali
1988
- Bronzo ai campionati italiani assoluti indoor, salto in alto - 2,20 m

## Migliori prestazioni
- 2,33 m - Verona il 12 settembre 1989
- 2,27 m - Viareggio il 13 agosto 1988
- 2,27 m - Udine il 14 giugno 1992
- 2,26 m - Pescara l'8 giugno 1985
- 2,26 m - Cesenatico il 14 agosto 1988
- 2,25 m - Rieti il 3 settembre 1989
- 2,25 m - Cesena il 10 maggio 1992